# Chi Sổ
Chi Sổ (danh pháp khoa học: Dillenia) là một chi thực vật thuộc họ Dilleniaceae, bản địa khu vực nhiệt đới và cận nhiệt đới ở miền nam châu Á, Australasia và các đảo trên Ấn Độ Dương.
Chi này được đặt tên theo tên nhà thực vật học người Đức Johann Jacob Dillenius và bao gồm các loài cây gỗ và cây bụi thường xanh hay bán thường xanh.

## Cấu trúc
Lá đơn và mọc vòng. Hoa đơn độc hay mọc thành các cành hoa ở đầu cành, với 5 cánh đài và 5 cánh hoa, nhiều nhị và một cụm gồm 5-20 lá noãn; về bề ngoài chúng trông khá giống như hoa của Magnolia.

## Các loài
Chi này có các loài sau (tuy nhiên danh sách này có thể chưa đủ):
- Dillenia alata Banks ex DC.
- Dillenia albiflos (Ridl.) Hoogland
- Dillenia aurea Sm.
- Dillenia auriculata Martelli
- Dillenia beccariana Martelli
- Dillenia biflora (A.Gray) Martelli ex Guill.
- Dillenia blanchardii Pierre: Sổ Blanchard.
- Dillenia bolsteri Merr.
- Dillenia borneensis Hoogland
- Dillenia bracteata Wight
- Dillenia castaneifolia Martelli
- Dillenia celebica Hoogland
- Dillenia crenatifolia Hoogland ex Mabb.
- Dillenia cyclopensis Hoogland
- Dillenia diantha Hoogland
- Dillenia excelsa (Jack) Martelli
- Dillenia eximia Miq.
- Dillenia fagifolia Hoogland
- Dillenia ferruginea(Baill.) Gilg
- Dillenia fischeri Merr.
- Dillenia hookeri Pierre ex Gilg: Sổ bạc, sổ Hooker.
- Dillenia indica L.: Sổ bà, sổ Ấn, tiêu biều.
- Dillenia ingens B.L.Burtt
- Dillenia insignis (A.C.Sm.) Hoogland
- Dillenia insularum Hoogland
- Dillenia luzoniensis (Vidal) Merr.
- Dillenia mansonii (Gage) Hoogland
- Dillenia marsupialis Hoogland
- Dillenia megalantha Merr.
- Dillenia monantha Merr.
- Dillenia montana Diels
- Dillenia nalagi Hoogland
- Dillenia obovata (Blume) Hoogland: Sổ xoan ngược.
- Dillenia ochreata Teijsm. & Binn. ex Martelli
- Dillenia ovalifolia Hoogland
- Dillenia ovata Wall. ex Hook.f. & Thomson
- Dillenia papuana Martelli
- Dillenia parkinsonii Hoogland
- Dillenia parviflora Griff.
- Dillenia pentagyna Roxb.: Sổ ngũ thư, sổ năm nhụy, sổ Baillon, tai tượng.
- Dillenia philippinensis Rolfe
- Dillenia ptempoda (Miq.) Hoogland
- Dillenia pulchella Gilg
- Dillenia quercifolia (C.T.White & W.D.Francis ex Lane-Poole) Hoogland
- Dillenia reifferscheidia Fern.-Vill.
- Dillenia reticulata King
- Dillenia salomonensis (C.T.White) Hoogland
- Dillenia scabrella (D.Don) Roxb. ex Wall.: Sổ nhám, sổ nước.
- Dillenia schlechteri Diels
- Dillenia serrata Thunb.
- Dillenia sibuyanensis Merr.
- Dillenia suffruticosa (Griff. ex Hook.f. & Thomson) Martelli
- Dillenia sumatrana Miq.
- Dillenia talaudensis Hoogland
- Dillenia triquetra (Rottb.) Gilg
- Dillenia turbinata Finet & Gagnep. (đồng nghĩa: Dillenia heterosepala Finet & Gagnep.): Sổ bông vụ, lọng tía, sổ hoa lớn, sổ quay, lọng bàng, sổ lọng vàng.

## Hình ảnh

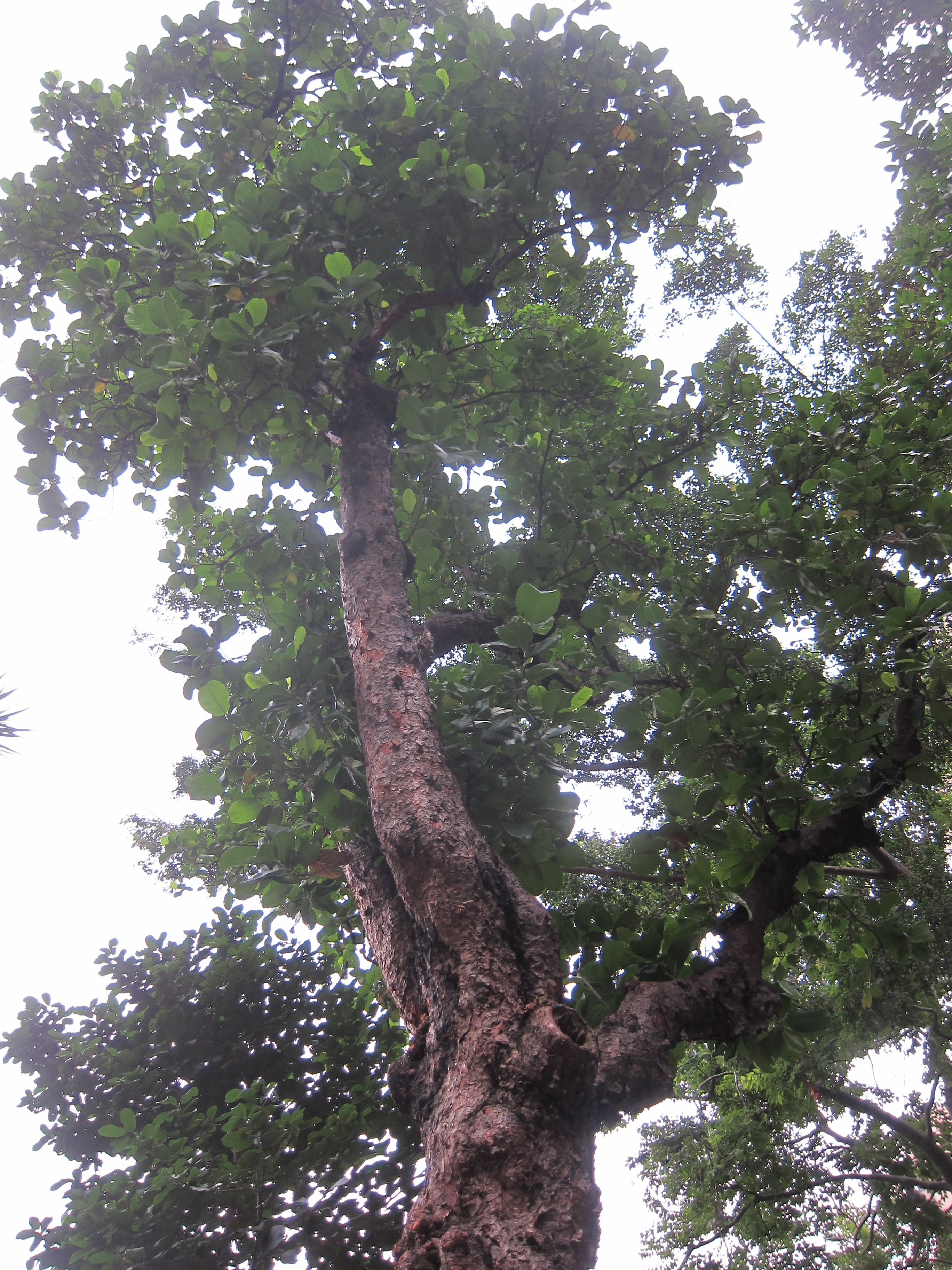
Dillenia alata.
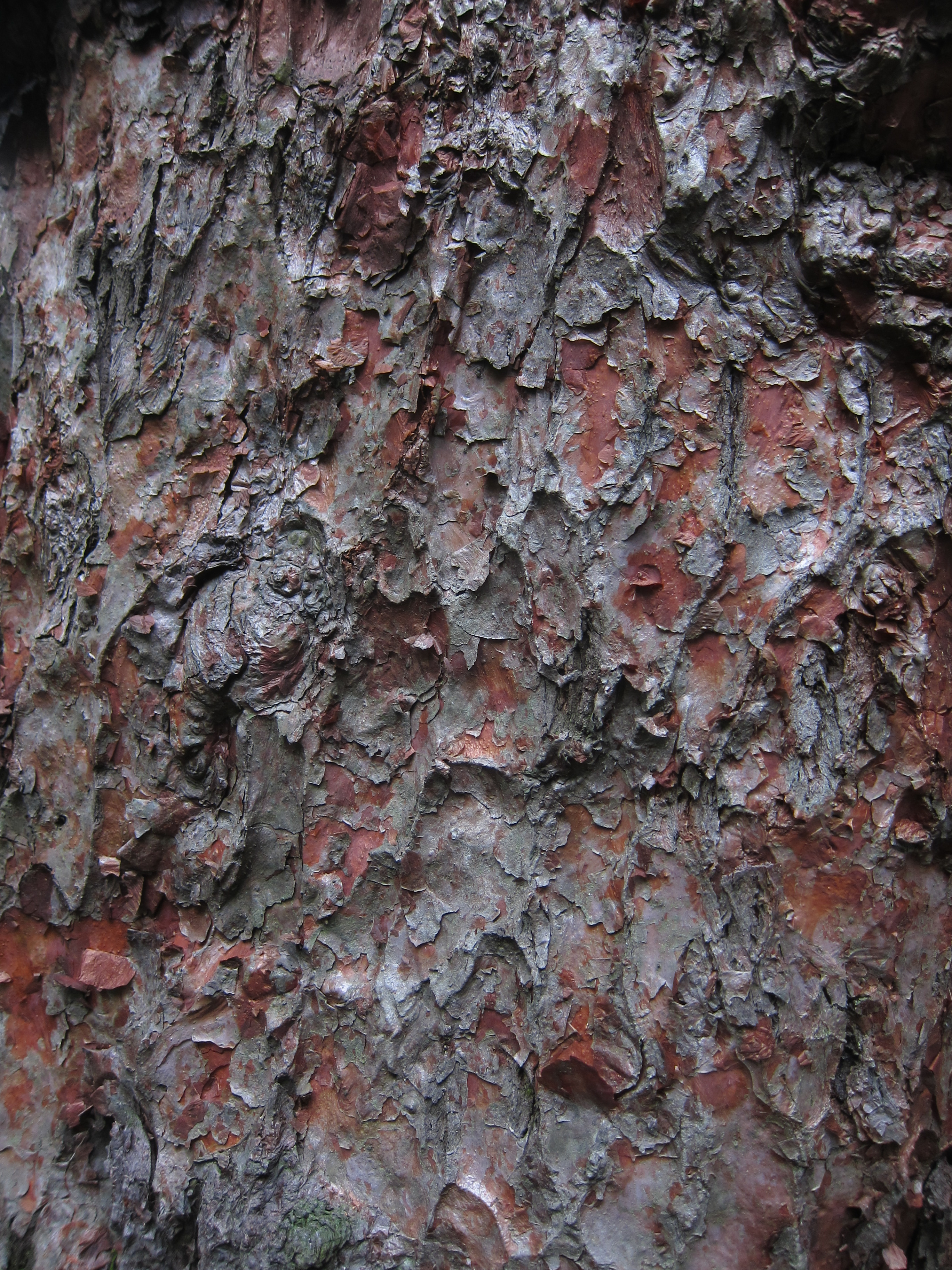
Dillenia alata
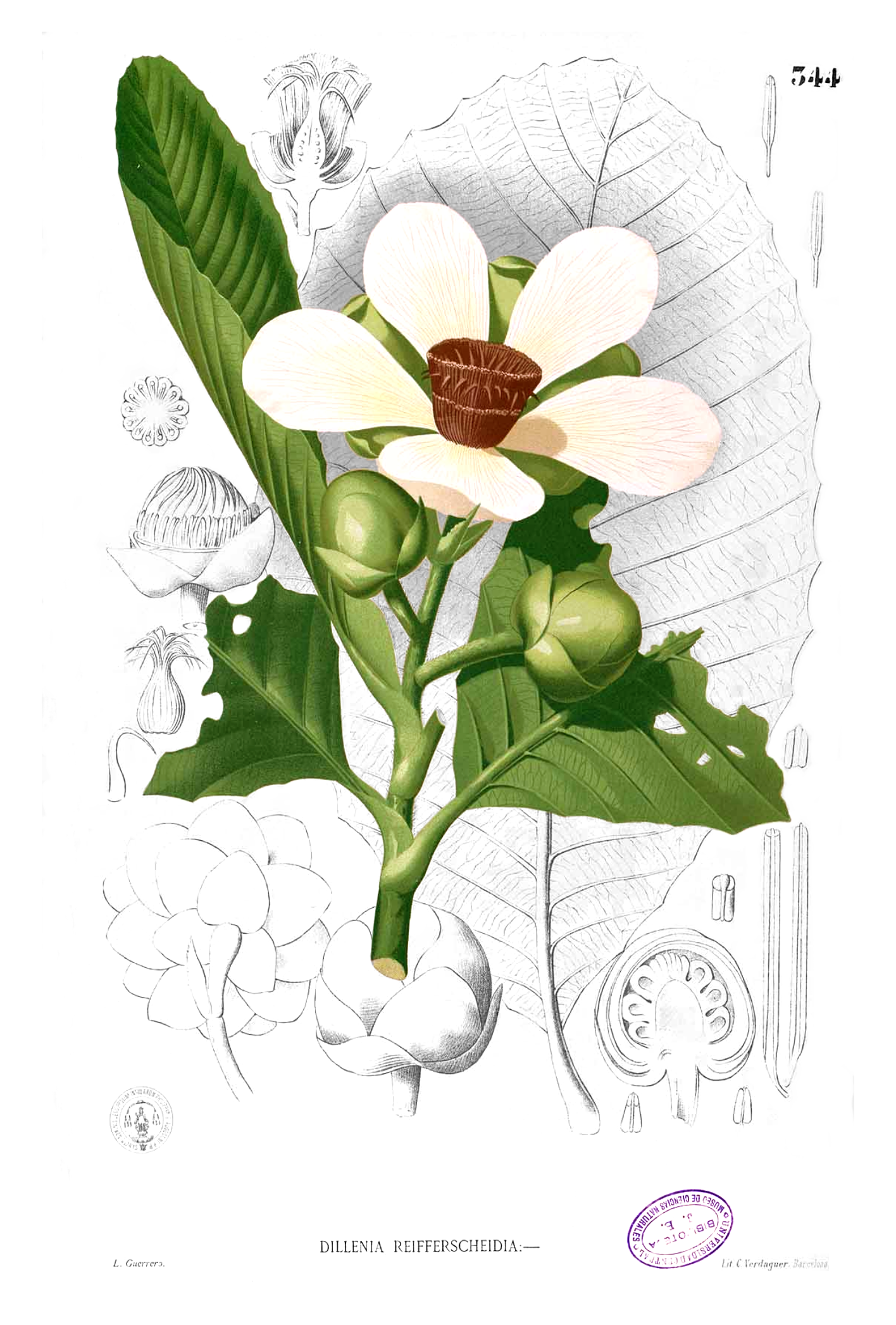
Hình minh họa Dillenia reifferscheidia
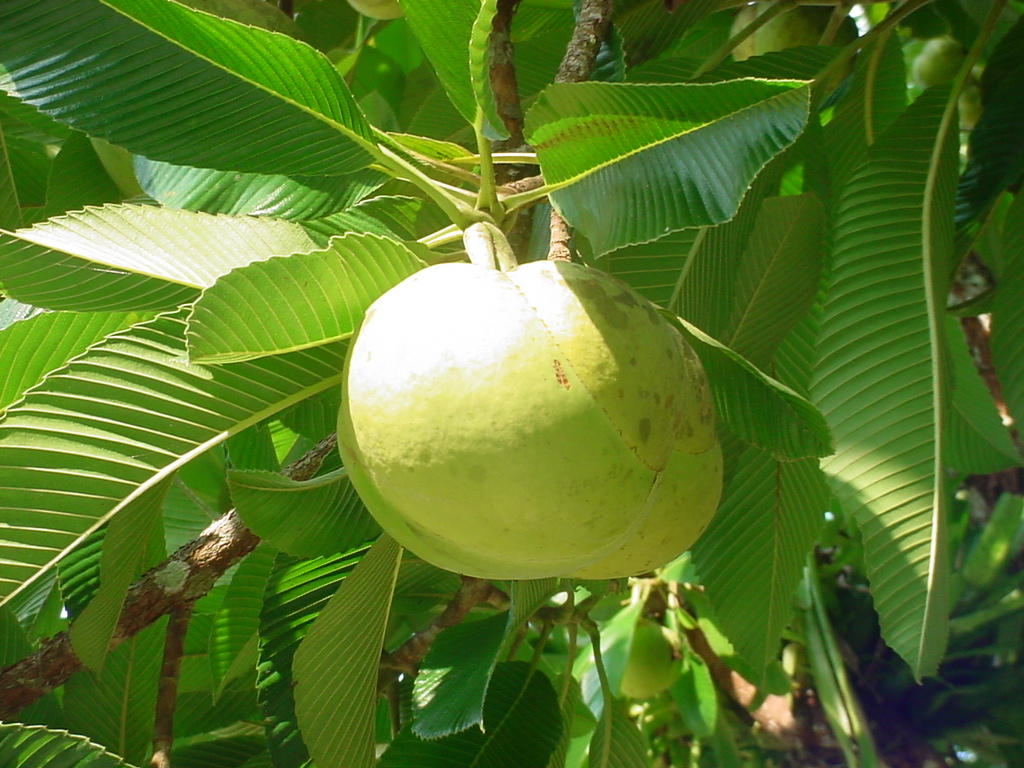
Quả Dillenia indica

## Lưu ý
- Dillenia Heist. ex Fabr., 1763 là đồng nghĩa của Sherardia L., 1753 thuộc họ Rubiaceae.
- Wormia Vahl, 1810 là đồng nghĩa của Ancistrocladus Wall., 1829 (nom. cons.) thuộc họ Ancistrocladaceae.